# Brocchinia cataractarum
Brocchinia cataractarum är en gräsväxtart som först beskrevs av Noel Yvri Sandwith, och fick sitt nu gällande namn av Bruce K. Holst. Brocchinia cataractarum ingår i släktet Brocchinia och familjen Bromeliaceae.
Artens utbredningsområde är Guyana. Inga underarter finns listade i Catalogue of Life.